# Xylotrupes damarensis
Xylotrupes damarensis es una especie de escarabajo rinoceronte del género Xylotrupes, familia Scarabaeidae. Fue descrita científicamente por Rowland en 2006.
Se distribuye por la región oriental. Habita en Indonesia. Mide aproximadamente 30-40 milímetros de longitud.